# Maćko z Prudnika
Maćko z Prudnika (niem. Maczke von der Neuwidnstadt) (ur. w II połowie XIV wieku w Prudniku, zm. nie wcześniej r. 1430) – polski rycerz i szlachcic.
15 lipca 1410 brał udział w Bitwie pod Grunwaldem. Walczył po stronie Korony Królestwa Polskiego pod chorągwią wieluńską.